# فيسنتي ميرا
فيسينتي مييرا كامبوس (مواليد 10 مايو 1940) هو لاعب كرة قدم ومدرب إسباني متقاعد.
كان مييرا لاعب دفاع سابق، وقد شارك في 139 مباراة في الدوري الإسباني على مدار عشرة مواسم وسجل هدفين، معظمها في خدمة ريال مدريد. في وقت لاحق، بدأ مسيرة تدريبية استمرت أكثر من 25 عامًا، وشملت فترة قصيرة مع المنتخب الإسباني.

## مسيرته كلاعب
وُلد مييرا في حي نويفا مونتانا في سانتاندير، قنطبرية، ولعب موسمين (واحد في كل قسم رئيسي) لفريقه المحلي راسينغ سانتاندير، ثم انتقل في عام 1961 إلى ريال مدريد. لم يكن أبدًا لاعبًا أساسيًا لا جدال فيه باستثناء الدوري الإسباني 1964–65، وكان جزءًا من فرق النادي الأخير حيث فازوا بسبعة ألقاب في الدوري الإسباني، وأضافوا دوري أبطال أوروبا في كأس أوروبا 1965–66.
انتقل مييرا إلى سبورتينغ خيخون في عام 1969، وساعده في الصعود في سنته الأولى واعتزل في الموسم التالي. حصل على مشاركته الوحيدة مع منتخب إسبانيا في 10 ديسمبر 1961، في تعادل ودي 1-1 ضد منتخب فرنسا.

## مسيرته التدريبية
مدربًا منذ عام 1974، بدأ مييرا على المستوى الاحترافي مع ريال أوفييدو، في الدوري الإسباني 1975–76، ثم انتقل إلى الجار سبورتينغ حيث بقي لمدة خمس سنوات، باستثناء موسم 1979–80 في إسبانيول. عمل في كلا القسمين الرئيسيين لأكثر من 20 عامًا، وكانت آخر محطاته نادي إشبيلية (في الدوري الإسباني الدرجة الثانية، في موسم 1997–98).
بعد أن شغل منصب مساعد لمدة أربع سنوات، تم تسليم مييرا مقاليد المنتخب الوطني في عام 1991، وظل هناك لمدة سبعة أشهر حيث فشلت الأمة في التأهل لـبطولة أمم أوروبا 1992. في الألعاب الأولمبية الصيفية 1992، انتقل إلى منتخب إسبانيا تحت 23 سنة لكرة القدم، وقادهم إلى الميدالية الذهبية في كرة القدم في برشلونة.

## الألقاب

### كلاعب
ريال مدريد
- الدوري الإسباني: 1961–62، 1962–63، 1963–64، 1964–65، 1966–67، 1967–68، 1968–69
- كأس ملك إسبانيا: 1961–62
- دوري أبطال أوروبا: 1965–66

### كمدرب
إسبانيا
- الألعاب الأولمبية الصيفية: 1992[7]

## روابط خارجية
- فيسنتي ميرا على BDFutbol
- فيسنتي ميرا manager profile على BDFutbol
- فيسنتي ميرا على فرق كرة القدم الوطنية.كوم